# Burg Alt-Wolfstein

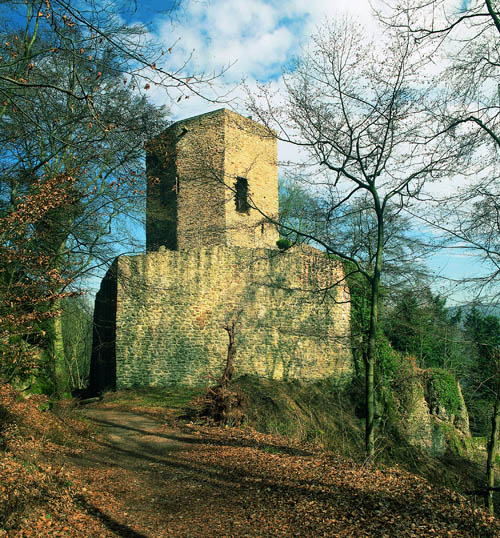
Burg Alt-Wolfstein

Die Burg Alt-Wolfstein, auch als Altes Schloß bezeichnet, ist die Ruine einer Hangburg am Osthang des Königsberges an der engsten Stelle des Lautertals bei Wolfstein im Landkreis Kusel in Rheinland-Pfalz.

## Geschichte
Wahrscheinlich schon unter Kaiser Friedrich I. Barbarossa um 1160/70 zur Sicherung und Verwaltung des Reichsgutes um Kaiserslautern erbaut.
Zum ersten Mal erwähnt wird die Burg 1275 als Woluistein. Zu dieser Zeit war die Burg mit Reichsministerialen besetzt.
Im 14. Jahrhundert diente die Burg als Pfandobjekt und geriet als Reichspfand in den Besitz der Grafen von Sponheim und der Grafen von Veldenz. Balduin von Luxemburg versuchte mehrmals erfolglos die Burg über eine Reichspfandschaft in Besitz zu nehmen.
Wiederholte Übergriffe der Burgbesatzung, die aus sponheimer Ministerialenfamilien bestand, führten zu bewaffneten Auseinandersetzungen. 1362 besetzte der Speyerer Bischof die Burg, 1400 belagerten die Erzbischöfe von Mainz und Trier, der Herzog von Lothringen und Pfalzgraf Ruprecht III. die Burg. Als Folge erhielt Kurpfalz ein Viertel der Burg.
Im 15. und 16. Jahrhundert stritten die Kurpfalz und das Herzogtum Zweibrücken um den Besitz der Burg. 
Der Streit endete 1504 mit ihrer Zerstörung durch Kurfürst Philipp von der Pfalz. Danach war die Burg Alt-Wolfstein ihrem Verfall preisgegeben.
Im 19. und 20. Jahrhundert gehörte die Burgruine zu Bayern und untersteht seit 1963 der Schlösserverwaltung von Rheinland-Pfalz. Diese sorgte auch für eine erste Mauerwerkssicherung in den Jahren 1979 bis 1981 und 1985 bis 1986. Die Reste der Burgruine weisen einen 20 Meter hohen Bergfried auf.

## Anlage
Von der Plattform des 20 Meter hohen, fünfseitigen Bergfrieds aus hat man einen sehr guten Blick in die Umgebung. Das Mauerwerk der kleinen Anlage ist ein gut erhaltenes Beispiel hochstaufischer Bauart. Ein weiteres Merkmal dieser Bauart ist die vorgezogene Spitze der Angriffsseite des Bergfrieds. Nördlich der Burgruine befinden sich an einem Steilhang Mauertrümmer, welche auf die frühere, tiefer gelegene Vorburg hinweisen. Von 1961 bis 1975 wurden Überreste eines Burghauses, eines Torturms und eines Schachtbrunnens freigelegt.

## Trivia
An der Innenwand der Bergfried-Ruine erkennt man (bei genauer Beobachtung) in einiger Höhe den Griff und den Anfangsteil einer Maurerkelle. Dieses Werkzeug soll zum Gedenken an einen bei Restaurierungsarbeiten abgestürzten und tödlich verunglückten Handwerker dort von dessen Arbeitskollegen eingemauert worden sein. Diese dem Verunglückten gehörende Kelle soll sich exakt in der Höhe befinden, von der aus der Mann damals (das genaue Datum – es muss vor 1970 gewesen sein – lässt sich nicht mehr genau ermitteln) abgestürzt ist.